# Венецуелска цветарница
Венецуелската цветарница (Diglossa venezuelensis) е вид птица от семейство Тангарови (Thraupidae). Видът е застрашен от изчезване.

## Разпространение
Видът е разпространен във Венецуела.